# Deppea
Deppea là một chi thực vật có hoa trong họ Thiến thảo (Rubiaceae).

## Loài
Chi Deppea gồm các loài: